# Nicola d'Autrecourt
Nicola d'Autrecourt (in francese Nicholas d'Autrécourt; in latino Nicolaus de Autricuria; Autrécourt-sur-Aire, 1299 – Metz, 1369) è stato un filosofo e teologo francese.

## Biografia
Nato ad Autrécourt, vicino Verdun, studiò a Parigi e ottenne il baccalaureato in teologia e legge e il titolo di magister artium.
Dopo una prima convocazione ad Avignone nel 1340, il 19 maggio 1346 le sue posizioni furono condannate da papa Clemente VI come eretiche. Nicola d'Autrecourt fu condannato a bruciare i suoi libri e ritrattare, cosa che fece a Parigi nel 1347.

## Pensiero
Il principale assunto del suo pensiero è l'estremo scetticismo portato alle sue ultime logiche conseguenze. È infatti considerato spesso il solo filosofo autenticamente scettico del medioevo.
Nicola d'Autrecourt sosteneva che materia, spazio e tempo erano tutti formati da atomi indivisibili, punti ed istanti e che tutti i processi di generazione e corruzione , dipendessero dalla disgregazione e ri-aggregazione di atomi. Vi sono evidenti somiglianze col pensiero di al-Ghazali, con cui venne sicuramente a contatto o direttamente o tramite Averroè.
La sua filosofia è spesso paragonata a quella di David Hume, ma è stato anche sostenuto che le somiglianze siano solo superficiali, non ci sono infatti prove che Nicola d'Autrecourt abbia influenzato Hume o altri filosofi moderni.
Una delle sue opere più importanti fu l'Exigit ordo, anche conosciuto come Tractatus universalis o Tractatus utilis (dalle prime due lettere del testo).

### Edizioni delle opere
- Nicola d'Autrecourt, Il «Trattato», a cura di Antonella Musu, Pisa, ETS, 2009, ISBN 978-884672317-8. URL consultato il 3 dicembre 2012 (archiviato dall'url originale il 5 marzo 2016).
- Nicholas of Autrecourt, His Correspondence with Master Giles and Bernard of Arezzo, : edizione critica e traduzione inglese di L. M. de Rijk, Leiden, Brill, 1994.
- Christophe Grellard (ed.) Nicolas d'Autrecourt. Correspondance. Articles condamnés, Parigi, Vrin, 2001.

### Studi
- Stefano Caroti, Christophe Grellard (eds.), Nicolas d'Autrécourt et la faculté des arts de Paris (1317-1340), Cesena, Stilgraf Editrice, 2006.
- Christophe Greillard, Croire et savoir : les principes de la connaissance selon Nicolas d'Autrécourt, Parigi, Vrin, 2005.
- Zénon Kaluza, Nicolas d‘Autrecourt. Ami de la vérité, in: Histoire littéraire de la France, vol. 42, fasc. 1. Paris, 1995, pp. 1-233.
- (EN) Robert Audi (a cura di), The Cambridge Dictionary of Philosophy, Cambridge, Cambridge University Press, 1999, ISBN 0521637228.
- Mario Dal Pra, Nicola di Autrecourt, Milano, Fratelli Bocca Editori, 1951.